# باول دالتون
باول دالتون (بالإنجليزية: Paul Dalton)‏ (25 أبريل 1967 في المملكة المتحدة - ) هو لاعب كرة قدم بريطاني في مركز جناح. لعب مع مانشستر يونايتد ونادي بليموث أرجايل ونادي كارلايل يونايتد ونادي هارتلبول يونايتد وهدرسفيلد تاون ونادي غيتزهد.

## وصلات خارجية
- باول دالتون على موقع قاعدة بيانات كرة القدم.إي يو (الإنجليزية)
- باول دالتون على موقع Soccerbase.com (لاعب) (الإنجليزية)